# 36-й минно-торпедный авиационный полк
36-й минно-торпедный авиационный полк ВВС ВМФ — воинская часть Военно-воздушных сил (ВВС) Вооружённых Сил РККА, принимавшая участие в боевых действиях Второй мировой войны. Единственный авиационный полк, последовательно бывший в составе трёх флотов ВМФ СССР.

## Наименования полка
Войсковая часть 49306
36-й дальнебомбардировочный авиационный полк
36-й минно-торпедный Краснознамённый авиационный полк ВВС ЧФ/СФ/ТОФ

## История полка

### В ВВС Черноморского флота
36-й минно-торпедный авиационный полк был сформирован в период с 4 марта по 15 апреля 1942 года. После окончания формирования он вошёл в состав ВВС Черноморского Флота. Командиры эскадрилий и звеньев прибыли с ТОФ, а лётчики — из лётных училищ Морской Авиации. Полк создавался по штату 030/255-А и имел две эскадрильи по 10 самолётов ДБ-3Ф. 20-го марта 1942 года самолёт ДБ-3Ф был переименован в Ил-4.
С 15 апреля до 5 июня 1942 года в полку проводилась боевая подготовка. С 6 июня полк поступал в распоряжение заместителя НК ВМФ адмирала И. С. Исакова, с дислокацией на аэродроме Белореченская (в 20 км северо-западнее Майкопа).
При перелёте один бомбардировщик потерпел катастрофу на промежуточном аэродроме в селе Борское, где базировался 2-й ЗАП ВВС ВМФ. Погибли стрелок-радист и два механика. В Майкопе, во время учебно-тренировочного полёта, разбилась машина командира 2-й АЭ капитана П. Осипова. Весь экипаж погиб. За высокую аварийность командир полка А. Г. Биба был снят с должности. Вместо него командиром 36-го МТАП был назначен майор А. Я. Ефремов. Иное описание смены руководства полка приводит в своих мемуарах командир звена 36-го МТАП младший лейтенант В. И. Минаков. На самолёте Ил-4 он доставил к новому месту службы в Моздок бывшего командира полка подполковника Бибу, который выполнил своё задание: сформировал полк и передал его майору Ефремову. Теперь командование направляло опытного организатора на формирование новой авиационной части.
Первый боевой вылет полка состоялся в ночь на 28 июня, когда бомбардировщики Ил-4 5-го гвардейского МТАП и 36-го МТАП бомбили Ялтинский порт, где базировались итальянские торпедные катера. 1 июля 1942 года экипажи полка прикрывали с воздуха эвакуирующиеся из Севастополя корабли Черноморского флота. В ночь с 5 на 6 июля самолёты полка ставили мины на внешнем рейде и фарватере Севастополя.
В ночь на 12 июля 1942 года 11 Ил-4 36-го МТАП, совместно с 9 Ил-4 5-го гв. МТАП, а также с 6 Пе-2 и 6 СБ 40-го БАП, под прикрытием истребителей 62-го ИАП, совершили налёт на плавсредства противника в порту Мариуполь. 25 и 26 июля самолёты полка бомбили скопление эшелонов противника на станции Керчь-2, а ночью нанесли удар по аэродрому противника в станице Тацинской. Кроме того, в конце июля полк неоднократно вылетал на бомбежку переправ в районах Цимлянской и Белой Калитвы.
1 августа полк производил минирование Керченского пролива. В последующие дни он наносил удары по плавсредствам противника в портах Керченского полуострова, и по  аэродромам Керчь-2 и Багерово.
4-5 августа 1942 года, ввиду неблагоприятной обстановки на сухопутном фронте, 36-й МТАП был перебазирован с аэродрома Белореченская на аэродром Адлер. В это же время полк был включён в состав 63-й бригады ВВС ЧФ, вместе с 5-м гв. МТАП и 40-м БАП. Через 4 дня новое перебазирование — на аэродром Алахадзи, в 8 км от мыса Пицунда.
17 августа самолёты полка, в составе бригады, были направлены на бомбардировку немецких танковых колонн на дороге Краснодар - Георгие-Афипская (ныне п. Афипский). 24 августа и в последующие дни полк наносил удары по скоплениям войск и техники противника в станицах Неберджаевская и Нижне-Баканская. Вплоть до первых чисел сентября полк продолжал наносить бомбовые удары по противнику на подступах к Новороссийску. 2 сентября экипажи Ил-4 полка бомбили десант и плавсредства противника на севере Таманского полуострова в районе посёлка Кучугуры. 6 сентября 1942 года полк перебазировался с аэродрома Алахадзи на аэродром Бабушера, в 18 км юго-восточнее Сухуми.
9 сентября 1942 года 4 Ил-4 36-го МТАП и 4 Ил-4 5-го гв. МТАП нанесли бомбовый удар по Ялтинскому порту. В результате налёта, были потоплены итальянские торпедные катера MAS-571 и MAS-573, а также повреждены ещё 3 катера.
С середины сентября полк стал выполнять воздушную разведку в юго-восточной и юго-западной частях Чёрного моря и осуществлять поиск кораблей противника в торпедоносном варианте. Таким образом, только спустя пять месяцев с момента формирования 36-й МТАП приступил к выполнению боевых задач по своему основному предназначению.
Во второй половине сентября полк продолжал наносить удары по плавсредствам противника в море и портах Керчь и Балаклава, а также по войскам противника на перевалах Главного Кавказского хребта. Кроме этих задач, на экипажи полка была возложена и весьма специфическая задача — поиск подводных лодок возле Кавказского побережья.
К 24 сентября, из-за больших потерь, 36-й МТАП располагал всего 11 самолётами Ил-4, из которых было только 7 исправных.
С начала октября экипажи полка выполняли минные постановки в Керченском проливе, бомбили порты Ялта, Тамань, Балаклава.
С 9 октября 1942 года полк был переведён на штат 030/264. В соответствии с ним, в полку было три эскадрильи по 10 самолётов и ещё 2 самолёта в управлении.
В ночь на 24 октября командованием ВВС Черноморского Флота была проведена операция по уничтожению самолётов противника на аэродроме Майкоп — Майкопский десант. В операции принимали участие 4 экипажа 36-го МТАП. Взлёт групп бомбардировщиков и самолётов десанта осуществлялся с аэродрома, на котором базировался полк, — Бабушера.
28 октября 1942 года 11 (13) самолётов Ил-4 и 14 (8) экипажей были переданы в 5-й гв. МТАП ЧФ. Остальные экипажи в ноябре выехали в Казахстан, на станцию Тайнча, где им предстояло получить новую авиатехнику и переформироваться на базе 3-го ЗАП ВВС ВМФ.
За время активных боевых действий, с июня по ноябрь 1942 г., полк уничтожил более 30 боевых кораблей и транспортов, 15 самолётов противника, более 100 автомашин, около 60 железнодорожных вагонов, разрушил 4 переправы, 10 портовых сооружений, 10 складов с горючим и боеприпасами, более 5000 солдат и офицеров.
В период со 2 по 18 января 1943 года 36-й дальнебомбардировочный авиационный полк (так он стал именоваться) вернулся на кавказский аэродром Джандар-Гель. Там он был вторично переформирован по штату 030/264 трёхэскадрильного полка, пополнен выпускниками лётных училищ и лётчиками ВВС ТОФ, и переучен на американские самолёты А-20В и А-20G «Бостон». Новые самолёты не были оборудованы торпедными мостами.
С 19 марта 1943 года 36-й ДБАП вернулся в боевой состав Авиации Черноморского Флота.
25 апреля 1943 года полк перебазировался на аэродром Алахадзи, и с 30 апреля вновь приступил к боевой работе.
До середины 1943 г. полк был отдельным, подчинённым непосредственно командующему ВВС ЧФ, а летом того же года он был включён в состав 1-й МТАД (бывшая 63-й БАБ).
В июне 1943 года 1-я АЭ 36-го ДБАП приступила к обучению низковысотному торпедометанию, которое было завершено в начале августа, и 9 августа состоялся первый вылет на «свободную охоту» с торпедами.
К сентябрю 1943 года часть полка базировалась на аэродроме Геленджик.
26 сентября 1943 года 15 самолётов A-20G «Бостон» 36-го ДБАП, под командованием Героя Советского Союза подполковника А. Я. Ефремова, совместно с самолётами Пе-2 40-го БАП и Ил-4 5-го гв. МТАП ВВС ЧФ, нанесли удар по порту Севастополь. В результате удара, были уничтожены транспорт, 2 катера и склад.
28 сентября произошло одно из наиболее трагических событий в истории полка. В этот день семёрка самолётов A-20G «Бостон», возглавляемая командиром 1-й АЭ майором А.И. Фокиным, вылетела с аэродрома Геленджик на нанесение низковысотного торпедного удара по румынской ВМБ и порту Констанца. Это был единственный случай такого применения торпедного оружия в ВВС ВМФ в годы войны. В результате этого налёта противник серьёзных потерь не понёс. Среди самолётов ударных групп три торпедоносца были подбиты над целью.
По состоянию на 1 октября 1943 г., в боевом составе полка числилось 11 А-20С и 6 A-20G, из которых только 6 самолётов были оборудованы торпедными мостами. Основной задачей полка в это время была бомбардировка портов южного побережья Крыма.
В середине ноября 1-я АЭ полка перебазировалась на аэродром Скадовск, войдя в состав формируемой Скадовской авиагруппы, а 2-я АЭ — на аэродром Геленджик — Верхний.
В начале 1944 года в составе 36-го ДБАП имелось 6/6 A-20G и 2/2 А-20С на аэродроме Скадовск (1-я АЭ) и 9/9 A-20G на аэродроме Геленджик (2-я и 3-я АЭ). Кроме того, ещё один «Бостон» полка находился на аэродроме Мериа.

### В ВВС Северного флота
На основании Приказа НК ВМФ № 0122 от 15.02.1944 г., 36-й ДБАП в течение двух месяцев должен был быть перебазирован на Север на аэродром Ваенга-1. Взамен ему оттуда прибыл 29-й БАП ВВС Северного Флота. Тем же приказом полк вновь переименовывался в 36-й минно-торпедный авиационный полк. Однако, ввиду продолжавшихся ожесточённых боёв за освобождение Крыма и Севастополя, к марту 1944 г. 36-й МТАП, вместе с 5-м гв. МТАП, продолжали наносить удары по отступающему противнику.
В начале марта 1944 года в полку имелось всего 10 исправных «Бостонов» в 1-й и 2-й АЭ, а 3-я эскадрилья была «безлошадной».
23 апреля 5 A-20G 36-го МТАП, под прикрытием 6 истребителей 43-го ИАП, нанесли удар по транспорту водоизмещением 3000 т, двум тральщикам и двум сторожевым катерам.
24 апреля наиболее сильные удары ВВС ЧФ пришлись на долю прорывавшегося из Севастополя каравана, куда входил теплоход «Тотила», транспорты КТ-25, КТ-26, повреждённый эсминец «Реджеле Фердинанд» и несколько мелких кораблей эскорта. Бомбовой удар 15A-20G «Бостон» по конвою стал последней операцией 36-го МТАП на данном ТВД. На следующий день полк начал перебазирование на Север.
26 апреля 1944 года, передав оставшиеся «Бостоны» в 13-й гв. ДБАП ВВС ЧФ, 1-я и 3-я АЭ 36-го МТАП убыли на станцию Тайнча. Там они получили новые самолёты «Бостон» и на них перелетели на Север, а 2-я АЭ последовала за ними после 2 мая.
Всего за время своего пребывания в составе ВВС ЧФ (с учётом отвода в тыл на переформирование) полк потерял 13 самолётов и 9 экипажей.
К 1 июня 1944 года на аэродроме Ваенга-1 находилось 8 самолётов А-20. Ещё 20 «Бостонов» перелетело туда с 12 по 20 июня.
На Севере полк, вошедший в состав 5-й МТАД ВВС Северного Флота, учитывая низкий уровень торпедной подготовки экипажей, в основном, использовался в бомбардировочном варианте.
Указом Президиума Верховного Совета СССР от 22.07.1944 г., «за образцовое выполнение боевых заданий командования на фронте борьбы с немецкими захватчиками и проявленные при этом доблесть и мужество» 36-й МТАП был награждён орденом Красного Знамени.
21 сентября 1944 года произошёл трагический случай, оставивший тёмное пятно в истории полка. В этот день самолёт A-20G, пилотируемый капитаном Протасом, в районе м. Гамвик атаковал торпедой и потопил в надводном положении подводную лодку, оказавшуюся нашей гвардейской Краснознамённой Щ-402 (такое предположение высказало командование СФ).
В октябре 1944 года полк переключился на нанесение торпедных ударов по конвоям противника. За первые три месяца пребывания на Севере полк потерял 10 самолётов, то только за октябрь в боевых вылетах было потеряно 11 «Бостонов».
С ноября самолёты полка стали привлекаться к решению специфических задач: противолодочному охранению конвоев и поиску подводных лодок в операционной зоне флота.
По состоянию на 1 января 1945 г., в полку имелось 14 самолётов A-20G «Бостон» и 20 экипажей.
2 февраля полк понёс последнюю боевую потерю - не вернулся из вылета на поиск подводных лодок A-20G, пилотируемый лейтенантом Моисеевым. Всего за время своего пребывания в составе ВВС СФ полк потерял 23 самолёта и 18 экипажей.
23 апреля 1945 года пара A-20G сбросила бомбы на немецкую ПЛ, идущую под перископом. Лодка вскоре всплыла, имея большой крен. Лётчики сбросили на неё ещё серию бомб, после чего лодка скрылась под водой, оставив на поверхности большое масляное пятно. Объектом атаки, вероятно, была U-481.
По состоянию на 9 мая 1945 года в боевом составе полка оставалось всего 12 самолётов.

### В ВВС Тихоокеанского флота
После окончания боевых действий на Западном театре, на основании Приказа НК ВМФ № 00141 от 14.07.1945 г., 36-й МТАП, содержащийся по штату № 030/264, получил приказание передислоцироваться на Дальний Восток. Недостающие по штату 19 машин он должен был получить в Москве.
В соответствии с циркуляром НГМШ № 0707 от 04.07.1945 г., 36-й МТАП был принят в состав 2-й МТАД ВВС Тихоокеанского флота. Перелёт самолётов полка из Москвы на аэродром Романовка начался 26 июля и был завершён только 17 августа 1945 года. В составе полка имелось 27 A-20G «Бостон».
18 августа 1945 года 36-й МТАП выполнил свой первый и последний боевой вылет в войне с Японией. 10 самолётов «Бостон» полка совершили налёт на станцию Кюсю (Корея). Один самолёт повреждён огнём японской зенитной артиллерии в районе Сюэцуондзио — Ехчендогом и потерян, в результате вынужденной посадки на воду в Японском море в районе Сейсина. Судьба экипажа неизвестна.
С 7 марта 1946 года, на основании Приказа Командующего ТОФ № 004 от 02.02.1946 г., 36-й МТАП был передислоцирован с аэродрома Романовка на аэродром Тученцзы (Китай) и вошёл в состав вновь сформированной 18-й САД Порт-Артурской ВМБ (Приказ Командующего ТОФ № 097 от 07.03.1946 г.). Личному составу полка пришлось осваивать ещё один театр действий — Жёлтое море.
С 15 декабря 1947 года, на основании циркуляра НГШ ВМС № 0036 от 07.10.1947 г., полк переводится на единую с ВВС СА структуру четырёхэскадрильного состава (на штат № 98/705).
На основании Директивы начальника ГОУ МГШ ВМС № 1297226 от 03.08.1950 г., 36-й МТАП переводится трёхэскадрильный штат № 98/15.
С 5 февраля 1951 г., на основании Директивы начальника ГОУ МГШ ВМС № Орг/7/21204 от 30.12.1950 г., 36-й МТАП был передан из 18-й САД в состав 589-й МТАД (бывш. 194-я БАД ВВС КА), без изменения места дислокации.
К декабрю 1953 года полк переучился на реактивные самолёты Ил-28.
В 1955 году на базе 36-го МТАП, с привлечением лётного состава из 52-го гв. МТАП 89-й МТАД ВВС ТОФ, осуществлялось обучение китайских лётчиков на самолётах Ил-28. В 1955-1956 годах из состава частей МТА ВВС ТОФ Китаю было передано 5 самолётов Ил-28.
С 26 апреля 1955 г., на основании Директивы ГШ ВМС № ОМУ/57326 от 29.12.1953 г., 36-й МТАП был передислоцирован с аэродрома Тученцзы на аэродром Николаевка и вошёл в состав 89-й МТАД ВВС ТОФ.
С 1 декабря 1957 г., в соответствии с Директивой ГК ВМФ № ОМУ/4/30250 от 20.07.1957 г., 36-й МТАП был переведён со штата № 98/316 на штат № 15/721 и стал числиться полком 2-й линии.
1 июля 1960 года, в рамках «дальнейшего значительного сокращения ВС СССР», на основании Директивы ГШ ВМФ № ОМУ/13030 от 27.03.1960 г., 36-й МТАП на аэродроме Николаевка был расформирован.

## Катастрофы в 36-м МТАП (после войны)
29.09.1948 года. Катастрофа A-20G, погибли КЭ: Дойников М. А., ШЭ: Новиков М. М., ВСР: Шелест И. Ю., пассажиры: Поляков В. П., Чумаченко Н. Ф.
23 марта 1949 г. произошла катастрофа самолёта A-20G «Бостон» 2-й АЭ. Погибли КЭ: Косарев И. И., ШЭ: Албул В. Т.
20 июля 1949 г., днём, при выполнении полкового ЛТУ, через 50 мин. после взлёта с аэр. Тученцзы над Жёлтым морем без вести пропал самолёт A-20G «Бостон», пилотируемый заместителем командира полка майором Владимиром Яковлевичем Булатовым, штурман - лейтенант Александр Фёдорович Неняев, ВСР - сержант Виталий Васильевич Иванов и оператор РЛС - мл. сержант Иван Никитович Тобратов. Поиски самолёта и экипажа результатов не дали.
14 апреля 1950 г., во время учений, при столкновении в воздухе самолётов A-20G, погибли лётчик лейтенант Василий Георгиевич Фисенко и ст. лётчик Алексей Семёнович Машковцев, а также штурман Анатолий Николаевич Вертоградов, ВСР с-т Гафаров Х. М. и  с-т Баранов А. П. В живых остался штурман одного из самолётов — Иван Семегук.
4 сентября 1950 г. над Жёлтым морем американскими истребителями F-4U «Корсар» из эскадрильи VE-53, с авианосца «Вэлли Фордж» под командованием Р.Е. Даунса, в районе 8 км южнее о. Хайяндао был сбит торпедоносец A-20G полка, выполнявший воздушную разведку эсминца ВМС США «Герберт Дж. Томас» (DD-833). Победу засчитали лейтенанту Эдварду В. Лейни. Экипаж советского самолёта погиб, тело лейтенанта Мишина (штурмана) было поднято из воды американцами на борт своего корабля. Истребители сопровождения Р-63 «Кингкобра» из состава 405-го ИАП 18-й САД ВВС 5-го ВМФ, пилотируемые капитанами Бобенко и Левчуком, уклонились от боя и вернулись на свой аэродром. Этот международный инцидент, вместе с другими подобными случаями, послужил формальным поводом для участия Советских ВВС в Корейской войне 1950-1953 гг.
10 мая 1958 г., при заходе на посадку на аэр. Николаевка, из-за ошибки руководителя полётов, выдававшего неверные команды, произошла катастрофа самолёта Ил-28Т, в которой погибли командир корабля ст. лейтенант Кулешов и штурман лейтенант Владимир Андреевич Дрема. Самолёт столкнулся с сопкой, экипаж погиб. За эту катастрофу командир полка полковник Н.И. Ефремов был снят с должности и назначен заместителем командира 50-го гв. ОДРАП ВВС ТОФ.

## Командиры полка
А. Г. Биба (март — июнь 1942 г., снят), ГСС А. Я. Ефремов (июнь 1942 г. — октябрь 1944 г.), П.Н. Обухов (октябрь — декабрь 1944 г., ВрИД), Ф.М. Коптев (декабрь 1944 г. — март 1945 г., ВрИД), ГСС А.Я. Ефремов (апрель 1945 г. — декабрь 1948 г.), П.К. Панов (до сентября 1949 г.), С.М. Рубан (сентябрь-декабрь 1949 г.), В.В. Соколов (1950-1953 гг., снят), А.В. Чёрнов (1953-1955 гг.), Н.И. Ефремов (1956-1958 гг., снят), ГСС М. Ф. Шишков.

## Награды
| Награда (наименование) | Дата награждения | За что получена |
| ---------------------- | ---------------- | --- |
| Орден Красного Знамени | 22 июля 1944     | за образцовое выполнение боевых заданий командования на фронте борьбы с немецкими захватчиками и проявленные при этом мужество и отвагу |

## Авиационная техника на вооружении полка
Ил-4, A-20G, Ил-28.

## Герои Советского Союза
- Волынкин, Илья Тихонович, капитан, заместитель командира эскадрильи.
- Клюшкин Алексей Степанович, старший лейтенант, адъютант-штурман полка.
- Кордонский, Шика Абрамович, капитан, штурман 2-й авиационной эскадрильи.
- Писарев Геннадий Васильевич, капитан, штурман 1-й авиационной эскадрильи.
- Рукавицын Владимир Павлович, капитан, командир авиационного звена 36-го минно-торпедного авиационного полка.
- Рыхлов Александр Дмитриевич, старший лейтенант, командир звена 1-й авиационной эскадрильи.
- Фокин, Афанасий Иванович, майор, командир 1-й эскадрильи.